# Başel
Başel ist ein türkischer männlicher Vorname und Familienname. Der Name setzt sich zusammen aus den Wörtern baş (Kopf) und el (Hand).

## Namensträger

### Familienname
- Burçağ Başel (* 1989), türkischer Fußballspieler